# Liste der Kulturgüter in Herdern
Die Liste der Kulturgüter in Herdern enthält alle Objekte in der Gemeinde Herdern im Kanton Thurgau, die gemäss der Haager Konvention zum Schutz von Kulturgut bei bewaffneten Konflikten, dem Bundesgesetz vom 20. Juni 2014 über den Schutz der Kulturgüter bei bewaffneten Konflikten sowie der Verordnung vom 29. Oktober 2014 über den Schutz der Kulturgüter bei bewaffneten Konflikten unter Schutz stehen.
Objekte der Kategorien A und B sind vollständig in der Liste enthalten, Objekte der Kategorie C fehlen zurzeit (Stand: 1. Januar 2023).

## Kulturgüter
| Foto |                                                                                                 | Objekt                                                               | Kat. | Typ | Standort                                              | Beschreibung                                |
| ---- | ----------------------------------------------------------------------------------------------- | -------------------------------------------------------------------- | ---- | --- | ----------------------------------------------------- | ------------------------------------------- |
| ja   | Datei hochladen · Wikidata zu Schloss Liebenfels (Q2242189)                                     | Schloss Liebenfels KGS-Nr.: 05059                                    | A    | G   | Lanzenneunforn, Liebenfels 1 711778 / 276698          |                                             |
| ja   | Datei hochladen · Wikidata zu Weberei Kehlhof (der Strasse zugewandte Gebäudeteile) (Q29883031) | Weberei Kehlhof (der Strasse zugewandte Gebäudeteile) KGS-Nr.: 05060 | B    | G   | Frauenfelderstrasse 10, 15 710520 / 273701            |                                             |
| ja   | Datei hochladen · Wikidata zu Wohnhaus, Zehntenscheune, Stall (Q29883018)                       | Wohnhaus, Zehntenscheune, Stall KGS-Nr.: 10987                       | B    | G   | Wilen 16 711227 / 274953                              |                                             |
| ja   | Datei hochladen · Wikidata zu Altes Schulhaus Lanzenneunforn (Q29883016)                        | Altes Schulhaus Lanzenneunforn KGS-Nr.: 10988                        | B    | G   | Lanzenneunforn, Liebenfelserstrasse 6 712767 / 275805 | 1902 nach Plänen von Albert Brenner erbaut. |
| ja   | Datei hochladen · Wikidata zu Schloss Herdern (Q29883029)                                       | Schloss Herdern KGS-Nr.: 13730                                       | B    | G   | Haldenstrasse 1, 1a 710641 / 273646                   |                                             |
| ja   | Datei hochladen · Wikidata zu Katholische Kirche St. Sebastian (Q29883027)                      | Katholische Kirche St. Sebastian KGS-Nr.: 13731                      | B    | G   | Frauenfelderstrasse 4.2 710639 / 273709               |                                             |